# Неллі Блай
Неллі Блай (англ. Nellie Bly; справжнє ім'я Елізабет Джейн Кокран (англ. Elizabeth Jane Cochran); 5 травня 1864, Кокранс-Міллз, штат Пенсільванія — 27 січня 1922, Нью-Йорк) — американська журналістка, письменниця, підприємниця, феміністка. Засновниця жанру пригодницької журналістики.

## Ранні роки
Народилася у містечку Кокранс-Міллз графства Армстронг у штаті Пенсільванія, за 65 км від Піттсбурга. За винятком одного року в школі-інтернаті, здобувала освіту в будинку батька Майкла Кокрана. Він починав робітником, потім купив млин і землі навколо великого фермерського будинку. Зрештою, заволодів такою кількістю землі, що змінив назву міста на Кокранс-Міллз. Деякий час був поштмейстером, місцевим суддею, помічником судді з Армстронга. Мав 10 дітей від першого шлюбу. Мати Елізабет, Мері Джейн Кеннеді, народила від Кокрана п'ятеро дітей та залишалася вдома, ростила 15-х нащадків та вела господарство.
Дитинство Елізабет починалося з безтурботного життя в гарній садибі, як і належало дочці судді. Мати одягала Елізабет не в чорні та коричневі, прийняті в той час, а в рожеві сукні, які принесли Елізабет прізвисько Пінкі.
Усе змінилося, коли Кокран помер. Він не лишив заповіту і будь-яких юридичних прав родині на своє численне майно, що спричинило фінансову скруту. Сім'я переїхала. Елізабет піклувалася про братів і сестер, а мати одружилася вдруге, намагаючись забезпечити стабільніше життя для себе та дітей. Однак чоловік виявився алкоголіком, одержимим насильством, тож згодом Елізабет свідчила у справі про їхнє розлучення.
У 15 років Елізабет вступила до педагогічного училища Індіани, щоб стати вчителькою, але грошей вистачило лише на семестр.
У 1880-х Елізабет Кокрейн (вона додала до свого прізвища кінцеву літеру «е») з матір'ю переїхали до Піттсбурга. Поступово грошей стало бракувати на їжу та житло. Щоб забезпечити сім'ю, Елізабет вирішує заробляти самостійно.

## Журналістський старт за права жінок
На початку 1880-х, у 18 років, Кокрейн надала колоритну відповідь на агресивну, дискримінаційну статтю під назвою «Для чого годяться дівчата», опубліковану в «The Pittsburgh Dispatch». У ній письменник Еразм Вілсон (відомий аудиторії як «Тихий спостерігач») стверджував, що місце жінки — вдома, де вона повинна виконувати загальноприйняті обов'язки: виховання дітей, куховарство та прибирання. А ось жінку, яка працює, автор називав «чудовиськом». Приголомшена сексистськими заявами Вілсона, Елізабет, що не з чуток знала про труднощі виживання молодої дівчини в бідних індустріальних районах Піттсбурга, написала гнівне спростування. У листі вона виступала на захист жінок, що змушені працювати, бо іноді у них немає іншого вибору. Лист вийшов дуже енергійним, але граматика потребувала покращення — там не було розділових знаків (формально Кокрейн так і не отримала освіти). Усе ж редактор газети Джордж Медден був вражений пристрасністю та своєрідною нестриманістю тексту, тому дав оголошення з проханням до автора назвати себе (Елізабет підписалася псевдонімом «Самотня сирота»).
Наступного дня Кокрейн з'явилася в редакції й отримала пропозицію написати статтю для газети. Так Елізабет вперше писала для «The Pittsburgh Dispatch»: стаття «Загадка дівчини» знову справила враження на редактора, і він запропонував Кокрейн повноцінну роботу — репортеркою із зарплатнею п'ять доларів США на тиждень.
Для наступної статті Кокрейн обрала тему розлучення. Її редактор був упевнений, що жодна молода жінка не зможе написати переконливу статтю на цю тему. Проте Елізабет принесла добре опрацьований матеріал, куди увійшли кілька юридичних нотаток її батька, а також інтерв'ю з жінками, що жили поруч з нею. Медден згодився опублікувати статтю, але наполягав, щоб дівчина використовувала інше ім'я — колишній псевдонім тут здавався йому недоречним.
У ті часи жінки-журналістки часто публікувалися під літературними псевдонімами. Кокрейн обрала псевдонім «Неллі Блай» за назвою популярної у той час пісні Стівена Фостера. Початковий варіант імені виглядав як «Nelly», але редактор помилково написав «Nellie», закріпивши за Елізабет саме цей підпис.

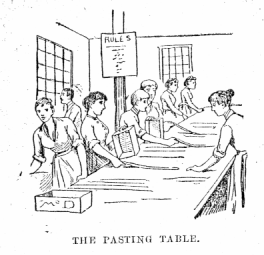
Неллі Блай працює на заводі з виробництва коробок

У своїх нотатках Блай починає висвітлювати теми, які завжди її хвилювали — умови роботи дівчат у Піттсбурзі, життя в бідних районах, архаїчні закони про розлучення.
Блай створила собі репутацію тим, що давала змогу аудиторії отримувати інформацію «з перших рук».
Так, щоб дослідити небезпечний завод, Блай влаштовується туди на роботу. Вона пише про те, що приміщення не має пожежного виходу, а жінки, які відпрацьовують довгі й важкі робочі зміни, отримують низьку зарплатню. Цим вона помітно відрізняється від інших репортерок того часу, чий внесок у журналістику зазвичай обмежувався описом світського життя, моди та садівництва.
Новаторська журналістика Блай приносить швидкі результати: громадяни Піттсбурга обурені і вимагають змін. У той же час власники підприємства зляться на негативне висвітлення бізнесу в газеті і погрожують позбавити її своєї реклами. Тоді видавці змушені відступити, а Неллі — повернутися до «жіночих сторінок», які її зовсім не цікавлять.
На знак протесту Блай у 1886 році вирушає до Мексики, звідки надсилає звіти про життя мексиканців та мексиканок, описуючи корупцію й важкі умови існування бідноти. В одній зі статей вона виступала проти арешту місцевого журналіста за критику мексиканського уряду (за влади Порфіріо Діаса), за що під загрозою арешту була вигнана з країни. Статті пізніше зібрані у книгу «Шість місяців у Мексиці» (1888).
Блай повертається до Піттсбурга. Але редактори не засвоїли уроку — вони знову намагаються спрямувати її на стежку «жіночих сторінок». Тоді Блай звільняється заради пошуків змістовнішого кар'єрного місця. Перш ніж піти, вона залишає записку Еразму Вілсону:
```
«Дорогий Q.O., я вирушаю до 
Нью-Йорка
. Слідкуйте за мною. Блай».
```

## Викриття психіатричної лікарні
У 1887 році в пошуках роботи Блай переїхала до Нью-Йорка. Там вона продала деякі зі своїх оповідань про Мексику газетам, але виявила, що ніхто не хоче найняти на посаду репортерку-жінку. Блай зуміла перетворити цей досвід в історію, яку продала колишнім роботодавцям у Піттсбурзі.
Нарешті їй вдалося домовитися про інтерв'ю з головним редактором нью-йоркської «World» Джоном Коккерілем. Коккерілю, а також власнику газети, Джозефу Пулітцеру, сподобалися роботи Блай, але вони шукали чогось різкішого й здатного привернути увагу. Блай прийняла виклик, спільно з Коккерілем розробивши ідею проникнення до жіночої божевільні для бідних на острові Блеквелл, щоб у репортажах розкрити правду про тамтешні зловживання. З метою точного опису умов у притулку вона прикинулася психічно хворою і перебувала там протягом десяти днів.

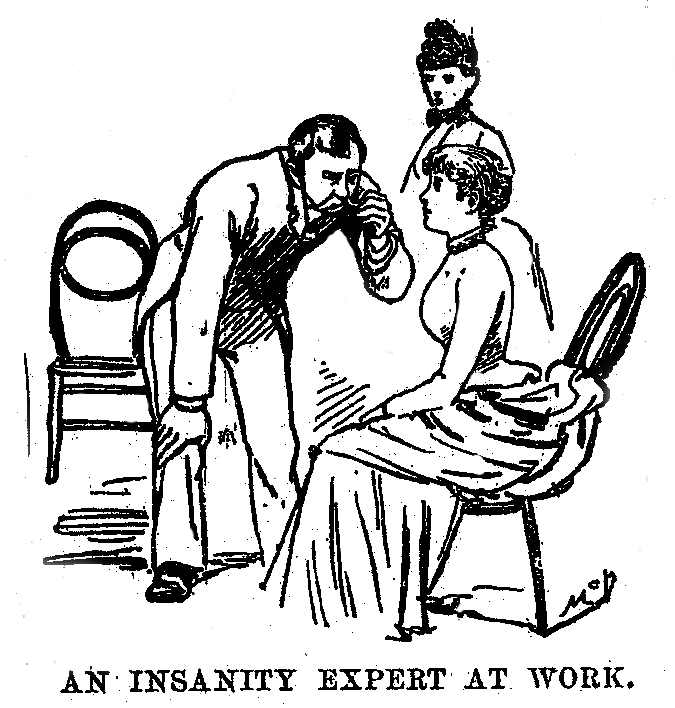
Психіатр оглядає Неллі Блай

Блай ретельно готувалася до виконання цього завдання: 
|  | Я намагалася пригадати все, що читала про поведінку божевільних. Насамперед, широко відкриті очі. Свої я відкривала так широко, наскільки це було можливо, і, не кліпаючи, вдивлялася в саму себе. |

Надівши ганчір'я, Блай вирушила у притулок для бездомних жінок. Його мешканки були першими, хто повірив у її гру. Далі належало обдурити досвідчених професійних психіатрів, та їй вдалося і це. Її визнали божевільною четверо, і лише один стверджував, що перед ним абсолютно здорова жінка. Неллі відправили до Блеквелльської лікарні.
Блай повідомляла про фізичне і психічне насильство з боку персоналу, про годування хворих харчовими продуктами, які кишать паразитами, а також про перебування в притулку людей, які не мають психічних порушень. Більшість з них зловмисно розміщені там членами сім'ї — як у випадку з жінкою, яка була визнана божевільною після того, як чоловік викрив її у зраді. Блай писала:
|  | Що, окрім тортур, зробить людину божевільною швидше, ніж це лікування? Сюди надсилають лікуватися жінок з відхиленнями психіки. Я би хотіла, щоб лікарі-експерти, які самі довели свою компетентність, спробували відправити туди свідому і фізично здорову жінку. Змусити її мовчати, сидіти з шостої ранку до восьмої вечора на лавці з прямою спинкою, не дозволяти їй рухатися або розмовляти, не давати їй читати і не розповідати про те, що відбувається у світі, погано її годувати і жорстоко лікувати. І подивилися, скільки часу пройде, перш ніж вона стане божевільною. Два місяці зроблять її психічним і фізичним інвалідом. |

Через десять днів адвокат газети, як і домовлено, витягнув Блай з притулку. Викриття Блай, опубліковане в «The New York World» незабаром після її повернення, мало величезний успіх. Стаття пролила світло на ряд тривожних умов на об'єкті і зрештою стимулювала широкомасштабне розслідування відносно установи, а також необхідні покращення у сфері охорони здоров'я.
Неллі Блай стала повноцінною співробітницею «The New York World». Пізніше, у 1887 році, серія була передрукована у вигляді книги «Десять днів у божевільні», опублікованої в Нью-Йорку Яном Л. Манро.
Після викриття Блеквелла Блай проводила аналогічну слідчу роботу. Серед неї — докладні розслідування про неналежне поводження з особами у в'язницях і на фабриках Нью-Йорка, корупцію в законодавчих зборах штату та інші посадові злочини. Також брала інтерв'ю і писала статті про декількох видатних феміністських діячок того часу — таких як Емма Голдман і Сьюзен Б. Ентоні.
У 2015 році вийшов американський біографічний фільм Тімоті Гайнса «10 днів у божевільні», присвячений розслідуванню Неллі Блай у Блеквелльській психіатричній лікарні.

## Навколосвітня подорож
Після публікації репортажу про Блеквелл Неллі Блай стала популярною: її називали «Леді Сенсація».
Одного разу Блай запропонувала головному редактору здійснити навколосвітню подорож і перевершити рекорд героя книги Жуля Верна «Навколо світу за 80 днів» Філеаса Фогга. В одному з номерів «The New York World» з'явилася замітка про те, що знаменита Неллі Блай кидає виклик Філеасу Фоггу і готова обігнути Земну кулю менш ніж за 80 — за 75 днів.
Навіть повторити таке фантастичне на ті часи досягнення здавалося нечуваною зухвалістю, але Неллі це вдалося. Використовуючи звичайні види транспорту, Блай розпочинає подорож 14 листопада 1889 року на борту судна «Августа Вікторія» за маршрутом: Нью-Йорк — Лондон — Париж — Бріндізі — Суец — Цейлон — Сінгапур — Гонконг — Йокогама — Сан-Франциско — Нью-Йорк. Спонсорувала вояж редакція газети, видавець якої Джозеф Пулітцер привніс в американську пресу ідеї так званого «нового, ефектного журналізму». Пулітцер розгледів у Блай неабиякі здібності репортерки, оцінив її енергію та наполегливість.

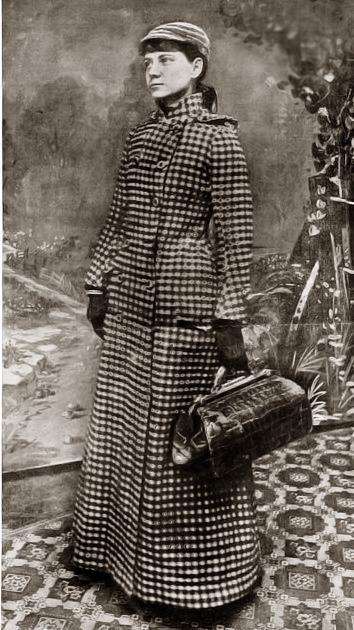
Фотографія, зроблена газетою «The New York World» для реклами навколосвітньої подорожі Неллі Блай

Навколосвітня подорож Блай обіцяла стати гостросюжетною, тож їй було зроблено гучну рекламу. «World» організувала спеціальний конкурс «Nellie Bly Guessing Match», у якому читачів та читачок просили вгадати час прибуття Блай у секундах. Призом для переможця повинна була стати безкоштовна поїздка до Європи.
Водночас нью-йоркська газета «Cosmopolitan» спонсорує свою репортерку Елізабет Бісленд, яка повинна побити рекорд як Філеаса Фогга, так і Неллі Блай. Бісленд обігне світ, подорожуючи в протилежну сторону.
Блай вирушила в плавання з невеликою валізою в руці, не обтяжуючи себе ні одягом (прихопила всього одну сукню), ні зайвою парою дорожнього взуття, ні навіть парасолькою. Більшу частину своїх грошей вона зберігала в сумочці, яку обв'язала навколо шиї. Плащ, саквояж і годинник, який відраховує нью-йоркський час — цю екіпіровку Неллі визнала достатньою для навколосвітнього вояжу. Читачі були в захопленні.
Під час подорожі кожен її етап з хронографічною точністю фіксувався в офіційному протоколі. З усіх пунктів, де вона зупинялася, Блай надсилала телеграфом короткі репортажі. А ось довша кореспонденція доставлялася звичайною поштою, і, в результаті, часто затримувалася на кілька тижнів.
Блай подорожувала, використовуючи пароплави, а також існуючі залізничні системи. Часом транспорт ставав причиною незапланованих затримок, особливо на азійській частині маршруту. Під час цих зупинок Блай відвідала лепрозорій в Китаї, а в Сінгапурі купила мавпочку.
Блай пожертвувала одним днем, щоб переплисти Ла-Манш і, відхилившись від маршруту, дістатися до Ам'єна, де жив Жуль Верн. Вона горіла бажанням особисто побачитися з письменником і привернути більше уваги до подорожі. Коли Жуль Верн отримав попереджувальну телеграму з коротким підписом «Блай», він і уявити не міг, що претенденткою на побиття рекорду Філеаса Фогга виявиться тендітна дівчина. Верн прийняв Блай у своєму будинку, спершу поставившись до її ініціативи з іронією. Проте потім весь шлях Неллі відзначала на глобусі, на якому вже був нанесений маршрут Філеаса Фогга. Тим часом, за весь час подорожі Блай роман «Навколо світу за вісімдесят днів», з моменту першого виходу якого пройшло 17 років, був кілька разів перевиданий, а тираж газети «New York World» різко зріс.
Зупинки в дорозі ставали короткими — треба було поспішати. З Сінгапуру до Гонконга Неллі Блай вирушила двома днями раніше наміченого терміну. Новий рік вона зустріла на борту пароплава, що курсував крізь шторм до Йокогами. Прибувши туди 3 січня, Блай не відмовила собі в задоволенні відвідати Токіо. Через чотири дні продовжила подорож через Тихий океан і, нарешті, прибула до Сан-Франциско на цілих 3 дні раніше передбачуваного терміну. Залишалося перетнути на спеціальному поїзді, що летить «на зелене світло», всю країну із заходу на схід, готуючись до тріумфальної зустрічі в Нью-Йорку. Втім, захоплені натовпи зустрічали Неллі Блай по всьому шляху, на кожній станції.
Фінішувала вона 25 січня. Екіпаж, висланий за Неллі на вокзал, доставив журналістку в редакцію газети «The New York World», де й була зафіксована тривалість подорожі з точністю до секунд і оголошений її результат. Блай перевищила рекорд Філеаса Фогга, об'їхавши навколо Землі за 72 дні 6 годин 10 хвилин і 11 секунд. Елізабет Бісленд у цей час ще перетинала Атлантичний океан, і прибула до Нью-Йорка чотири з половиною дні по тому. Вона втратила зв'язок і змушена була сісти на повільний старий корабель («Bothina») замість швидкого («Etruria»).
Настав зоряний час Неллі Блай. На її честь пролунав артилерійський салют із 10 залпів. На її адресу та на адресу газети потоком надходили вітальні телеграми. Найдорогоціннішою серед них виявилася така: «Я не сумнівався в успіху Неллі Блай. Вона довела свою завзятість і мужність. Ура в її честь! Жуль Верн».
Опинившись на вершині кар'єри, Блай детально описала свої пригоди в книзі «Навколо світу за сімдесят два дні».
Через два роки, 1891-го, вона ще двічі здійснила навколосвітню подорож — спочатку за 67, потім за 66 днів.
У 1901 році співробітник паризької газети «Еко де Парі» Гастон Стиглер зробив те ж саме за 63 дні. Такого роду швидкі подорожі через всю планету поступово перетворювалися на своєрідний спорт, причому кожне нове досягнення широко висвітлювалося пресою.

## Подальша робота
Завдяки Неллі Блай наклад «The New York World» збільшився в декілька разів. Проте, на подив журналістки, газета не запропонувала їй навіть премію. Обурившись через таке ставлення, Неллі полишає газету. Але навіть без роботи улюблениця аудиторії не втратила популярності: її образ прикрашав торгові карти, настільні ігри та безліч інших продуктів, а сама вона вирушила в лекційний тур. У цей час помер її брат Чарлз, тож Неллі довелося піклуватися про його дружину і двох дітей.
У 1893 році новий редактор «World» переконав Блай повернутися, і 17 вересня на першій сторінці газети з'явився заголовок: «Знову Неллі Блай». Протягом наступних трьох років Блай опублікувала статті про корупцію в поліції, жорстокий страйк у Компанії Пульмана, а також інтерв'ю з відомою суфражисткою Сьюзен Б. Ентоні.
Але чим більшої популярності набувала Неллі Блай, тим важче було проводити журналістські розслідування, оскільки її всюди почали впізнавати. Неллі розуміла, що журналістику доведеться залишити.

## Компанія Iron Clad

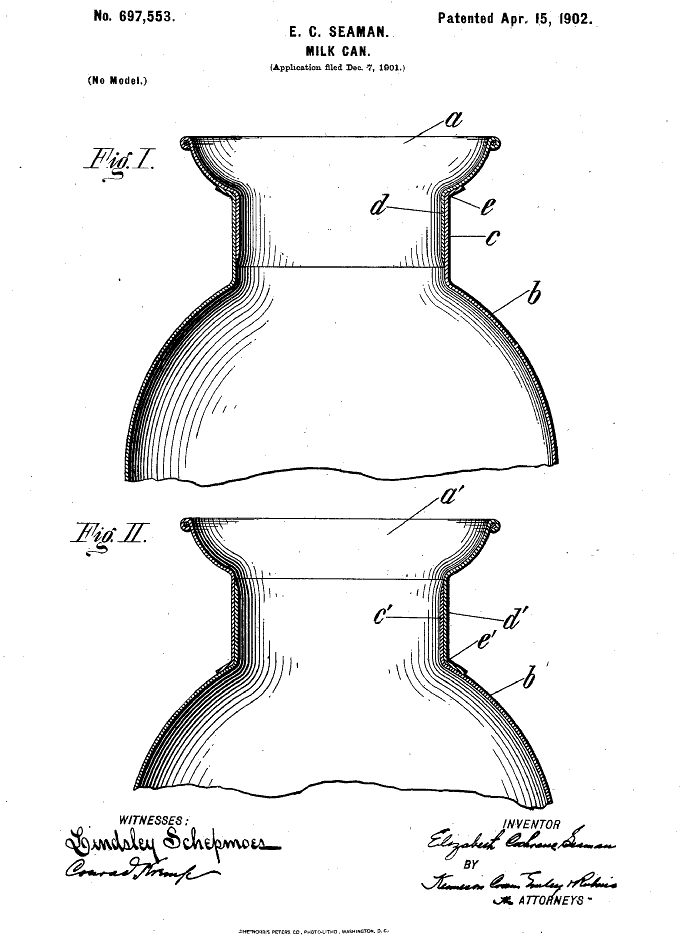
Бідон для молока власної конструкції Неллі Блай

У 1895 році Неллі Блай одружилася з промисловцем-мільйонером Робертом Сіменом, на 40 років старшим від неї власником «Iron Clad Manufacturing Company». Компанія виготовляла бідони, бочки та інші продукти зі сталі. У пари не було спільних дітей, а діти Сімена вкрай негативно ставилися до Неллі.
З часом Блай ставала дедалі активнішою учасницею компанії, запатентувавши, приміром, бідон для молока власної конструкції. До 1896 року Блай перестала писати для «New York World». Коли Сімен помер у 1904 році, Елізабет Кокрейн Сімен взяла компанію на себе і якийсь час була однією з провідних жінок-підприємниць у Сполучених Штатах. Але в 1914 році шахрайство співробітників призвело до її банкрутства.

## Повернення в журналістику
У 1914 році Елізабет зібралася до Європи, аби відвідати друга в Австрії. Вона побачила спалах Першої світової. Налагодила контакт із колишнім редактором «World» Артуром Брісбеном, який тепер працював у газеті Вільяма Герста «The New York Evening Journal», і повернулася в журналістику. Неллі Блай стала першою жінкою-військовою кореспонденткою в Америці, що писала статті на основі особистих спостережень на лінії фронту. Те, що розпочиналося як канікули, перетворилося на п'ятирічну вахту.
До 1919 року Елізабет повернулася в Нью-Йорк і регулярно писала для «The Evening Journal». Мала свою шпальту, крім того — окремі консультації та особисту думку за темами дня. Неллі Блай допомагала бідним жінкам знайти роботу й збирала гроші, щоб допомогти вдовам, дітям та всім, для кого настали важкі часи.
Неллі Блай померла 27 січня 1922 року від пневмонії в нью-йоркській лікарні St. Mark's Hospital у віці 57 років, продовжуючи писати свої колонки аж до самої смерті. Наступного дня «The Evening Journal» опублікувала некролог, де назвала Неллі Блай «найкращою репортеркою Америки». Знаменита журналістка похована в скромній могилі на кладовищі Woodlawn Cemetery в Бронксі.

## Пам'ять
- У 1998 році Неллі Блай введена до Національної зали слави жінок.
- Неллі Блай була однією з чотирьох журналісток, зображених на серії поштових марок США під назвою «Жінки в журналістиці» (2002).
- «The New York Press Club» надає щорічну журналістську премію «Nellie Bly Cub Reporter» за найкраще досягнення в журналістиці серед людей з трьома або менше роками професійного досвіду.
- Розслідування Блай про божевільню на острові Блеквелл драматизували у 4-D фільмі театру Annenberg в Музеї новин у Вашингтоні.
- Неллі Блай з'явилася в п'єсі Стівена Квантіко «Навколо світу за вісімдесят днів» (2013) як журналістка, яка висвітлює історію подвигів Фогга та мандрує за ним навколо світу.
- Настільну гру «Навколо світу з Неллі Блай» створили ще 1890 року на честь її поїздки.